# Funció d'acidesa
Una funció d'acidesa de les dissolucions d'àcids en un determinat dissolvent és una mesura, per a cada composició de la dissolució, de la tendència de l'àcid a cedir protons a la base. Per a dissolucions aquoses diluïdes equivalen al pH, que també és una funció d'acidesa. La més emprada és la funció d'acidesa de Hammett, H0, que està definida per:
i que es pot calcular amb la següent fórmula per determinació experimental de la relació de concentracions [B]/[HB+]:
on:
- {\displaystyle H_{0}} és la funció d'acidesa de Hammett.
- {\displaystyle a_{HB^{+}}} és l'activitat química de l'àcid HB+ del qual se’n vol saber la seva força o tendència a cedir protons, H+.
- {\displaystyle \gamma _{HB^{+}}} és el coeficient d'activitat de l'àcid HB+.
- {\displaystyle \gamma _{B}} és el coeficient d'activitat de la base conjugada, B, de l'àcid.
- {\displaystyle pK_{HB^{+}}} és el menys logaritme de la constant d'acidesa o d'equilibri.
- {\displaystyle [B]} és la concentració de la base B.
- {\displaystyle [HB^{+}]} és la concentració de l'àcid HB+.[2]

| Valors de H0 per a diferents concentracions d'àcid sulfúric |        |
| % H₂SO₄                                                     | H0     |
| 10                                                          | -0,31  |
| 20                                                          | -1,01  |
| 30                                                          | -1,72  |
| 40                                                          | -2,41  |
| 50                                                          | -3,38  |
| 60                                                          | -4,46  |
| 70                                                          | -5,80  |
| 80                                                          | -7,34  |
| 90                                                          | -8,92  |
| 100                                                         | -11,93 |

Aquesta funció d'acidesa fou introduïda el 1932 pel químic físic nord-americà Louis Plack Hammett i el seu col·laborador Alden J. Deyrup, amb l'objectiu de mesurar la força dels àcids molt forts o per a les bases extremadament febles pels quals la definició de pH no és vàlida. En un equilibri àcid-base d'un àcid HB+ i la seva base conjugada B hom pot escriure l'equació d'equilibri de dissociació de l'àcid HB+ en aigua:
amb la següent constant d'acidesa, KHB+:
Aquesta expressió es pot reordenar de la següent manera:
Si hom aplica menys logaritmes a aquesta darrera expressió resulta:
D'on surten les dues equacions donades al principi, la definició de la funció d'acidesa de Hammett i l'expressió per calcular-la a partir de les concentracions, ja que no és possible determinar experimentalment les activitats o els coeficients d'activitat:
| Valor d'H0 per a varis àcids molt forts |      |                                |                           |                  |                      |
| Àcid                                    | Àcid | H₂SO₄·SO₃ Àcid sulfúric fumant | HSO₃F Àcid fluorosulfúric | HSO₃F + 10% SbF₅ | HSO₃F + 7% SbF₃·3SO₃ |
| H0                                      | H0   | -14,14                         | -15,07                    | -18,94           | -19,35               |

## Mètode per a fixar l'escala
Per a fixar l'escala d'acidesa Hammett elegí un grup de setze indicadors que són bases orgàniques febles, les nitroanilines (m-nitroanilina, p-nitroanilina…), que tenen el mateix tipus de càrrega elèctrica i estructures moleculars semblants. Les constants de dissociació dels seus àcids conjugats tenen valors coneguts perquè es poden determinar fàcilment de forma experimental en dissolucions aquoses. També permeten mesurar la relació [B]/[HB+]. Una d'aquestes bases, que hom anomena B, es dissol en una porció d'un dissolvent molt àcid; i una altra base, C, en una altra porció. En aquestes dissolucions es pot aplicar l'equació de Henderson-Hasselbalch:
Com que el dissolvent és un àcid fort els pHs seran pràcticament iguals i ambdues equacions es poden igualar:
i reordenar:
Hammett suposà que la relació de coeficients d'activitats és pràcticament zero, i es pot eliminar, quedant:
D'aquesta manera Hammett pogué obtenir valors de les constants d'equilibri de diferents bases.